# 维什涅沃戈尔斯克
维什涅沃戈尔斯克（羅馬化：Vishnevogorsk）是俄罗斯车里雅宾斯克州的市级镇，为该州卡斯利区第二大聚居地，也是该区唯一的一座市级镇。地处车里雅宾斯克州北部，位于孙古利湖畔，在区行政中心卡斯利及州府车里雅宾斯克西北方。距离较近的火车站有西南方的马乌克站，位于叶卡捷琳堡－车里雅宾斯克线上。
附近城市除区行政中心外有斯涅任斯克、奥焦尔斯克、上乌法列伊。
该地2022年人口有3,884人；2010年人口4,569；2002年人口5,076；1989年人口6,268。